# Авелланский орех
Авелла́нский оре́х, или чили́йская лещи́на, или чили́йский лесно́й оре́х, или Гевуи́на авелла́нская (лат. Gevuina avellana)  — растение семейства Протейные, единственный вид рода Гевуи́на, произрастающее в Чили и Аргентине на высотах до 700 м над уровнем моря, между 35 и 44 градусами южной широты.

## Биологическое описание
Gevuina avellana — вечнозелёное дерево высотой до 20 м. Листья сложные ярко-зелёные, зазубренные по краям. Цветки беловатые, двуполые, свисают длинным соцветием.

## Использование
Семена плодов употребляются в пищу сырыми или поджаренными. Они содержат 12 % белков, 49 % жиров, 24 % углеводов, также богаты бета-каротином и витамином E. Масло семян используется в фармацевтической промышленности для получения солнцезащитных кремов.

## Фотографии
- Плоды, Тулузский музеум